# 塞普尔站
塞普尔站（英語：Siple Station），美国建立的南极科学考察站，1973年设。该站由两个110千瓦的发电机组提供电力。其主体建筑约280英尺长，宽44英尺，高24英尺。